# 卡洛琪达·坤苏婉
卡洛琪达·坤苏婉（1992年1月9日—），昵称Prawfar，是泰国第3电视台旗下女演员，毕业于易三仓大学。因参加《Clean and Clear》比赛而出道，代表作有《直到天空迎来太阳》、《罪孽牢笼》、《职业人妻》等。

## 影视作品
- 《龙裔黑帮之天鹅》 饰演 Mei
- 《云中花》 饰演 Ming
- 《笛声悠长》 饰演Saisoi
- 《罪孽牢笼》
- 《天际星峦》
- 《职业人妻》
- 《直到天空迎来太阳》
- 《苦蜜2023》